# Обыкновенная дубовая орехотворка
Обыкновенная дубовая орехотворка, или орехотворка яблоковидная, (лат. Cynips quercusfolii) — вид насекомых из надсемейства орехотворок. После того, как самка откладывает яйцо в ткань листа на листьях дуба, возникают шаровидные галлы.

## Описание
Партеногенетическая самка длиной 2,8—4,4 мм. Её тело красновато-коричневое, покрыто волосками. Крылья со слабо развитым жилкованием. Усики 13-члениковые.
Имаго обоеполого поколения имеют длину тела 2,0—2,5 мм. Окраска чёрного цвета. Голова матовая, морщинистая, в коротких серых волосках. Усики коричнево-чёрного цвета; у самцов 15-члениковые, у самок 14-члениковые.

## Биология
Яйца откладываются в ткань листьев различных видов дуба. Вылупившиеся личинки выделяют ауксины, стимулируя локальное разрастание растительной ткани, что ведет к образованию галлов — новообразований, служащих местом обитания личинок орехотворок. В результате возникают галлы — так называемые «чернильные орешки» — новообразования, служащие местом обитания личинок.
Однополое поколение образует мясистые однокамерные шарообразные галлы на жилках нижней поверхности листьев дуба. Диаметр галлов обычно в пределах 8—16 мм; до 21 мм. Галлы опадают осенью вместе с листьями, оставаясь прикреплёнными. Имаго выходят из галлов в конце октября — начале декабря, в зависимости от погодных условий. Обоеполое поколение продуцирует опушённые галлы, яйцевидной формы на почках крупных ветвей дуба. Эти галлы созревают в мае.
Время лёта со второй половины мая.

## Ареал
Россия: европейская часть и Северный Кавказ. На Украине повсеместно, но более многочисленна в западных областях. Крым, Западная Европа, Малая Азия, Северная Африка, Северная Америка.

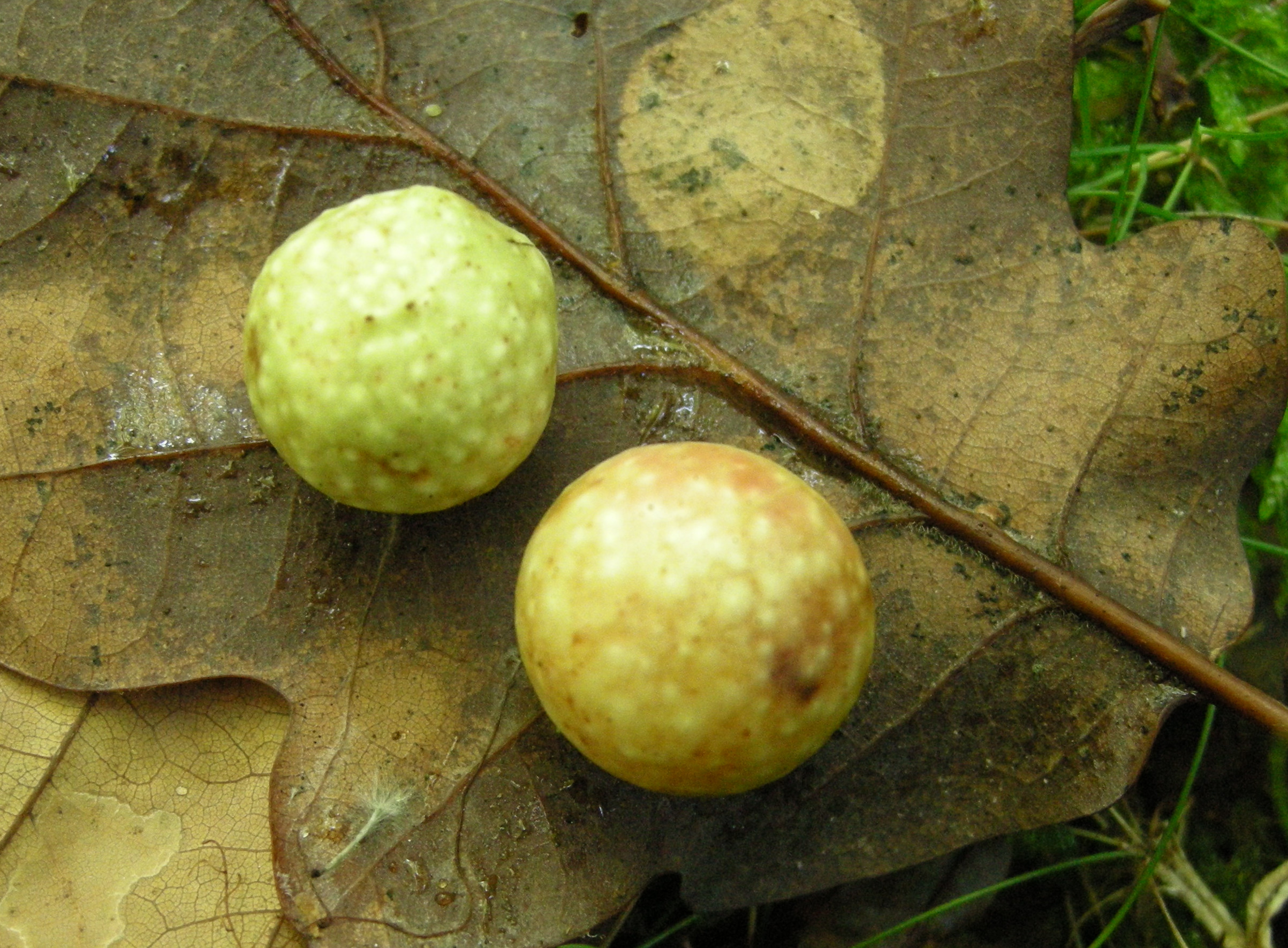
Чернильные орешки (галлы) на листьях дуба
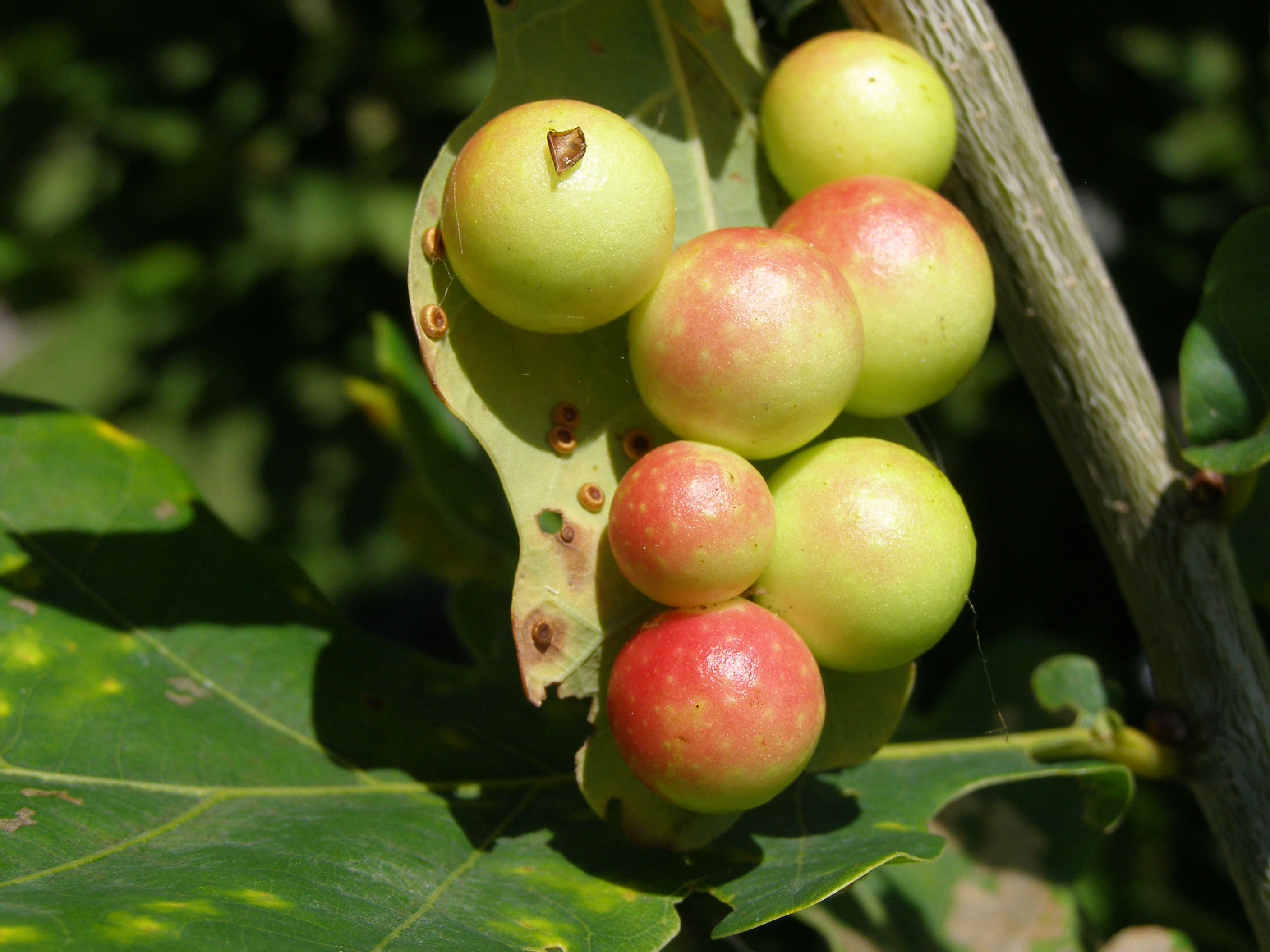
«Гроздь» чернильных орешков
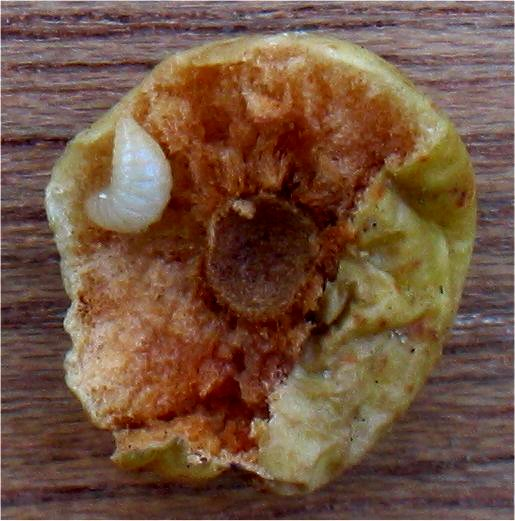
Продольный срез чернильного орешка. Видна личинка орехотворки